# Francesco Piccolomini (Jesuit)

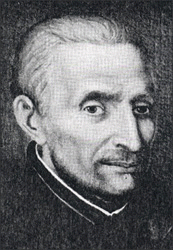
Francesco Piccolomini

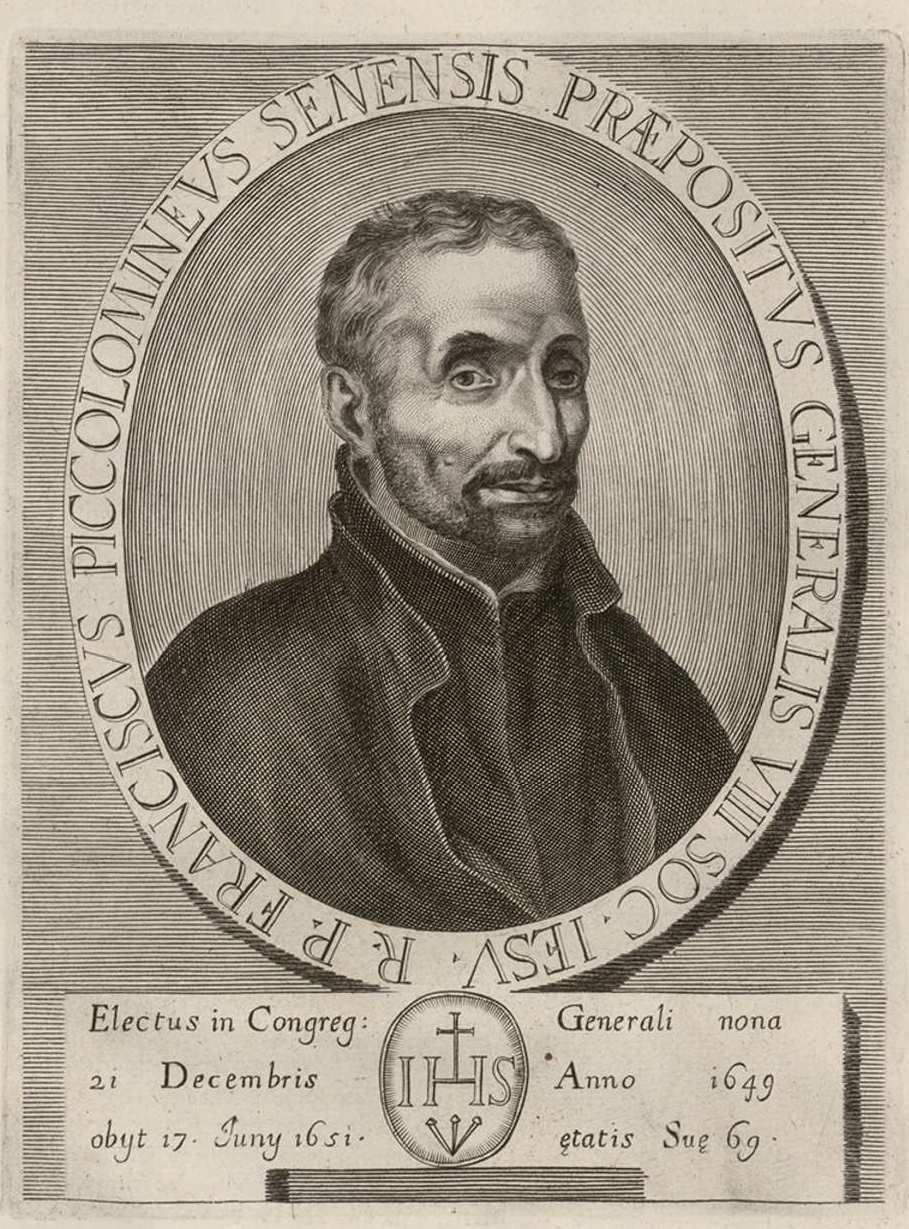
Francesco Piccolomini, Jesuitengeneral

Francesco Piccolomini (* 12. Oktoberjul. / 22. Oktober 1582greg. in Siena; † 17. Juni 1651 in Rom) war der 8. General der Societas Jesu.

## Leben
Francesco Piccolomini, Angehöriger des berühmten Adelsgeschlechtes Piccolomini, das auch zwei Päpste stellte, trat am 26. Januar 1600 dem Jesuitenorden bei. Er lehrte Philosophie am Römischen Kolleg und wollte in die indische Mission. Da ihn der langjährige und erfolgreiche Ordensgeneral Mutio Vitelleschi sehr schätzte, musste er in Rom bleiben und diente dem Orden als Generalsekretär. Später fungierte er auch als Visitator in Sizilien, leitete das Ordenskolleg in Rom und fungierte als Provinzial von Neapel, Mailand, Rom und Venedig. Als Vincenzo Carafa, der 7. General des Ordens, am 8. Februar 1649 starb, wählte die Generalversammlung des Ordens am 21. Dezember desselben Jahres Piccolomini zu ihrem 8. General.
Franz Joseph Ritter von Buß nennt ihn 1853 in seinem Buch Die Gesellschaft Jesu einen Mann von „unbesiegbarer Festigkeit bei großer Frömmigkeit und Demut“. Der von der Aufklärung beeinflusste Karl Heinrich von Lang schreibt 1819 in seinem Werk Geschichte der Jesuiten in Baiern, Piccolomini sei „unbiegsam und hartnäckig“ gewesen.
Der Jesuitengeneral war in den letzten Lebensjahren meist kränklich und starb an einem schmerzhaften Steinleiden. An seinem Todestag bestellte er Goswin Nickel, seinen übernächsten Nachfolger, zum Generalatsverweser. Piccolomini starb am 17. Juni 1651 in Rom. Als Nachfolger wurde Alessandro Gottifredi gewählt.

## Ausgaben (Auswahl)
- Annuae literae Societatis Jesu Anni M.DC.L. Francisco Piccolomineo Praeposito Generali Societate, Gobernante. Accessit ad calecem Catalogus Librorum anno 1650. A Nostris editorum, & Index rerum […]. Formis Academicis, Dillingen an der Donau (Ignaz Mayer) 1658.